# Elatostema eurhynchum
Elatostema eurhynchum är en nässelväxtart som beskrevs av Friedrich Anton Wilhelm Miquel. Elatostema eurhynchum ingår i släktet Elatostema och familjen nässelväxter. Inga underarter finns listade i Catalogue of Life.